# Metallkunst Herrenhausen

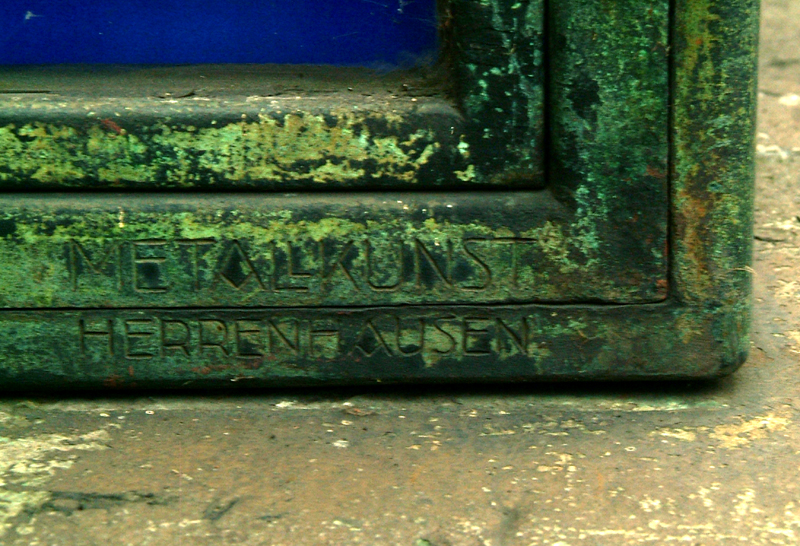
Gravur an einer der Falke-Uhren in Hannover

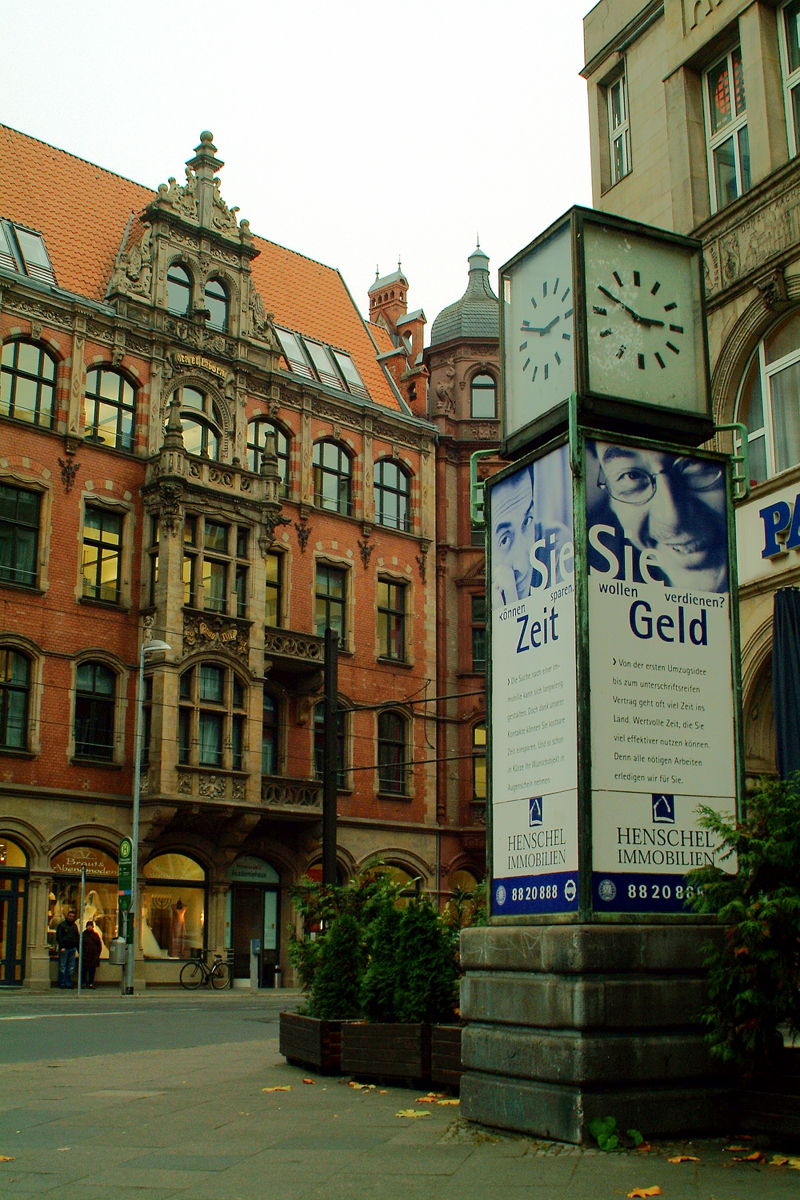
Falke-Uhr in Hannover vor dem Akademiehaus der Dr. Buhmann Schule

Die Metallkunst Herrenhausen AG war ein Unternehmen in Hannover-Herrenhausen, das Metallwaren aller Art herstellte. Unter anderem war sie als Bronzegießerei tätig. Der Bildhauer Ludwig Vierthaler nutzte das Unternehmen in den 1920er Jahren mehrfach zur Produktion von Gebrauchskunst nach seinen Entwürfen.

## Geschichte
Der Betrieb wurde vor 1923 als GmbH gegründet und befand sich in der Herrenhäuser Straße 26. (heute: Alte Herrenhäuser Straße) Das Unternehmen wurde während der Hyperinflation im August 1923 in eine Aktiengesellschaft umgewandelt. Im August 1925 wurde das Konkursverfahren für die Gesellschaft eröffnet.
Nachdem Adolf Falke 1926 seinen futuristischen Typenentwurf für die nach ihm benannten Falke-Uhren abgeliefert hatte, versah die „Metallkunst Herrenhausen“ die Uhr am (heutigen Standort) Thielenplatz mit ihrer Hersteller-Gravur. Wie alle Falke-Uhren in Hannover ist diese heute denkmalgeschützt.

## Bekannte Werke
- 1914, Ohlsdorfer Friedhof in Hamburg, Grab-Nummer 949: große Ädikula aus Granit, breitrechteckige Reliefplatte, rechts und links jeweils mit zwei männlichen Porträts der Vorfahren von Harder und von Johannes Harmove (1855–1914)[9]
- um 1920, nach einem Entwurf von Ludwig Vierthaler: Achteckige Deckenleuchte in Pyramidenform mit reliefartigen Ornamenten auf dem Metallrand[10]
- um 1921, nach Ludwig Vierthaler: gegossener Messingleuchter mit dem Monogramm „LV“, facettierter Standfuß, Schaft als expressive Darstellung einer Art-Déco-Figur, drei Arme mit Kerzen-Tüllen tragend, Höhe 39,5 cm[11]
- 1921, nach Ludwig Vierthaler: Blumenschale mit drei männlichen, knienden Trägerfiguren als Standfüße[12]
- um 1926: Falke-Uhr, heute am Thielenplatz in Hannover vor dem Kaiserhaus und dem Akademiehaus der Dr. Buhmann Schule[13]
- Nachgüsse für die Ägyptische Abteilung im Pelizaeus-Museum in Hildesheim[2]